# 杉本誠二郎
杉本 誠二郎（すぎもと せいじろう、1971年6月25日 - ）は、日本のラグビー指導者。

## プロフィール
- 京都府京都市出身。
- 現役時代のポジションはスタンドオフ(SO)。

## 略歴
啓光学園高校、大阪体育大学、日本IBMを経て、1999年、啓光学園高校ラグビー部コーチに就任し、2004年、記虎敏和の後を受けて監督に就任。同年度に戦後最多となる高校ラグビー4連覇に貢献。
2013年、常翔啓光学園高校ラグビー部監督を辞任。